# نويهاوس أم رنفيغ
نويهاوس أم رنفيغ (بالألمانية: Neuhaus am Rennweg) هي بلدة ألمانية تقع في ألمانيا في زونهبرغ. يقدر عدد سكانها بـ 7,279 نسمة .

## أعلام
- إريك شميت
- طوني واكسموث
- مارك كيرشنر